# Georgina Reilly
Georgina Reilly (nascida em 12 de fevereiro de 1986) é uma atriz anglo-canadense, mais conhecida por seus papéis nos filmes Pontypool (2008) e This Movie Is Broken (2010).

## Filmografia

### Cinema
| Ano  | Título                           | Papel               | Notas |
| ---- | -------------------------------- | ------------------- | ----- |
| 2008 | Pontypool                        | Laurel-Ann Drummond |       |
| 2010 | This Movie Is Broken             | Caroline            |       |
| 2011 | Stag                             | Pam                 |       |
| 2012 | Eddie: The Sleepwalking Cannibal | Lesley              |       |
| 2019 | Goalie                           | Pat Morey           |       |

### Televisão
| Ano       | Título                    | Papel             | Notas                                                    |
| --------- | ------------------------- | ----------------- | -------------------------------------------------------- |
| 2006      | Beautiful People          | Girl #2           | Episode: "Black Diamonds, White Lies"                    |
| 2007      | The Dark Room             | Whitney Allbright | TV movie                                                 |
| 2009      | Overruled!                | Julie             | 4 episodes                                               |
| 2009      | Majority Rules!           | Darcy Mankowitz   | 4 episodes                                               |
| 2009      | How to Be Indie           | Skye              | Episode: "How to Prove You're Actually a Nice Person..." |
| 2009      | Valemont                  | Melissa           | 5 episodes                                               |
| 2010      | Unnatural History         | Katya Cattleman   | Episode: "The Heart of the Warrior"                      |
| 2011      | Republic of Doyle         | Cindy             | Episode: "Crashing on the Couch"                         |
| 2011      | My Babysitter's a Vampire | Debbie Dazzle     | Episode: "Guys and Dolls"                                |
| 2012–2016 | Murdoch Mysteries         | Dr. Emily Grace   | 5: recurring; season 6-9: regular                        |
| 2012      | The L.A. Complex          | Sabrina Reynolds  | Recorrente na primeira temporada, principal na segunda   |
| 2014      | Saving Hope               | Denise            | Episódio: "43 Minutes"                                   |
| 2014      | Heartland                 | Charlene Young    | Episódio: "On the Line"                                  |
| 2016      | Blindspot                 | Chris             | Episódio: "Why Let Cooler Pasture Deform"                |
| 2019      | City on a Hill            | Corie Struthers   | Papel recorrente                                         |
| 2020      | The Baker & the Beauty    | Piper             | Papel recorrente                                         |